# 오지호가
오지호가(吳之湖家)는 광주광역시 동구 지산동에 있는 건축물이다. 1986년 9월 29일 광주광역시의 기념물 제6호로 지정되었다.

## 개요
서양화가인 오지호(1905∼1982) 선생이 조선대 교수로 근무 중이던 1954년부터 1982년 세상을 떠날 때까지 살던 집이다.
선생은 전라남도 화순 출신으로 호는 모후산인(母后山人)이다. 인상주의의 회화 양식을 받아들여 토착화시킨 화가로 광주 미술 연구회를 조직하는 한편 전남도전을 세워 지방 미술의 발전을 주도하면서, 광주권 화단에 구상 회화의 화풍을 정착시켰다. 대한민국 미술전람회 초대작가 등을 역임하였고 1976년에는 대한민국 예술원 회원이 되었다.
초가집으로 앞면 4칸·옆면 1칸 규모인 이 집은 앞과 뒤에 툇마루가 딸려 있다. 전면에는 4각기둥을, 뒷면에는 둥근기둥을 세웠으며 화실로 사용한 6평 정도 크기의 문간채는 북쪽에 빛이 잘 들어오게 만든 채광창이 있고, 지붕은 옆면에서 볼 때 사람 인(人)자 모양의 맞배지붕이다.
이 가옥은 원래 100여년 전의 건물이었으나 퇴락하여 1986년에 전면적으로 수리하였다.
한국 미술 발전에 크게 기여한 오지호 선생이 작품에 전념하던 곳으로 선생의 작업과 삶을 엿볼 수 있는 공간이다.

## 같이 보기
- 오지호

## 참고 자료
- 오지호가 - 국가유산청 국가유산포털